# Periophthalmus takita
Periophthalmus takita är en fiskart som beskrevs av Jaafar och Helen K. Larson 2008. Periophthalmus takita ingår i släktet Periophthalmus och familjen smörbultsfiskar. Inga underarter finns listade i Catalogue of Life.